# Mesochorus oppacheus
Mesochorus oppacheus là một loài tò vò trong họ Ichneumonidae.